# Sträv jordstjärna
Sträv jordstjärna (Geastrum berkeleyi) är en svampart som beskrevs av Massee 1889. Sträv jordstjärna ingår i släktet jordstjärnor och familjen jordstjärnor.  Arten är reproducerande i Sverige. Inga underarter finns listade i Catalogue of Life.